# Реинхолд (Пенсилванија)
Реинхолд (енгл. Reinholds) насељено је место без административног статуса у америчкој савезној држави Пенсилванија.

## Демографија
По попису из 2010. године број становника је 1.803.
| Група             | 2000.    | 2010.         |
| Белци             | 0 (0,0%) | 1.684 (93,4%) |
| Афроамериканци    | 0 (0,0%) | 23 (1,3%)     |
| Азијати           | 0 (0,0%) | 17 (0,9%)     |
| Хиспаноамериканци | 0 (0,0%) | 41 (2,3%)     |
| Укупно            | 0        | 1.803         |